# Raquel Roy Rubio
Raquel Roy Rubio es una karateka riojana que compite en la modalidad de kata. Actualmente pertenece al equipo nacional español al que representó por primera vez en 2013, en el Campeonato del Mundo de Guadalajara, en el que se colgó la medalla de oro por equipos y el bronce en individual.

Comenzó a practicar karate cuando tenía cinco años y con tan solo nueve obtuvo su primera medalla de oro en un Campeonato de España. En la actualidad es subcampeona del mundo y subcampeona de Europa absoluta en la modalidad de kata equipos.

## Logros
| Año  | Competición                        | Lugar               | Posición | Evento          |
| ---- | ---------------------------------- | ------------------- | -------- | --------------- |
| 2013 | Campeonato del Mundo cadete-junior | Guadalajara, España | 1st      | Team kata       |
| 2013 | Campeonato del Mundo cadete-junior | Guadalajara, España | 3rd      | Kata cadete     |
| 2017 | Karate 1 Premier League            | Rabat, Marruecos    | 2nd      | Kata individual |
| 2019 | Campeonato europeo de karate       | Guadalajara, España | 1st      | Team kata       |
| 2021 | Campeonato europeo de karate       | Poreç, Croacia      | 2nd      | Team kata       |
| 2021 | Campeonato del Mundo Absoluto 2021 | Duabi, UAE          | 2nd      | Team kata       |
| 2022 | Campeonato europeo de karate       | Gaziantep, Turquía  | 2nd      | Team kata       |
| 2023 | Campeonato europeo de karate       | Guadalajara, España | 2nd      | Team kata       |